# Един хубав следобед
Един хубав следобед е български телевизионен игрален филм (любовно-психологическа драма, новела) от 1979 година на режисьора Роксена Кирчева, по сценарий на Любен Лолов. Оператор е Иван Далкалъчев, музикалното оформление е на Дора Грашева. Художик Коста Костадинов. 
По произведение на Виктор Барух.

## Актьорски състав
| В главните роли         | Изпълнител           |
| ----------------------- | -------------------- |
| Дарина Костова, колежка | Димитрина Тенева     |
| архитект Иванов         | Богдан Глишев        |
| колега                  | Васил Василев        |
| колега                  | Милко Желязков       |
| колежка                 | Ивана Джеджева       |
| колега                  | Сашко Диков          |
| колежка                 | Антония Кръстева     |
| колежка                 | Хенриета Владимирова |
| колежка                 | Катерина Горанова    |
| колега                  | Иван Василев         |